# Museo Postal (Finlandia)
El Museo Postal (en finés: Postimuseo) es un museo especial fundado en 1926 que presenta la historia del servicio postal finlandés. El museo está ubicado en Tampere en conexión con el Centro de Museos Vapriik.

## Historia
El museo postal no ha estado siempre en el mismo lugar. Durante los años de guerra, las colecciones fueron almacenadas. En los años 1954-1958, se exhibieron en Vaasa. Desde 1995, el museo estaba ubicado en la Oficina de Correos de Helsinki, donde dejó de funcionar el 21 de junio de 2012. El Museo Postal reabrió sus puertas en Tampere en septiembre de 2014 con una exhibición dedicada a Tom of Finland, artista del cual se había emitido una serie de sellos conmemorativos.
El Museo Postal tiene una colección de unos 9000 objetos, que presenta el desarrollo del servicio postal finlandés desde el siglo XVII hasta la actualidad. Además de la colección de artículos relacionados con las operaciones postales, el museo tiene una colección de sellos que incluye todos los sellos finlandeses, un archivo de imágenes y una biblioteca abierta al público, ubicada en Lapintie 1, 33100 Tampere.
El Museo Postal también almacena material creado durante el diseño y la producción de sellos: bocetos artísticos, dibujos de trabajo, pruebas, muestras de color y hojas de impresión. Las colecciones también incluyen portadas de sellos y postales, así como varios fondos de exhibición filatélica recibidos como donación.
El Postimuseo fue anteriormente propiedad de Posti Group y sus predecesores, pero en relación con el traslado a Tampere, se convirtió en propiedad de la Fundación del Museo Postal (en finés: Postimuseosäätiö), establecida a tal efecto. La misión de la fundación es mantener y desarrollar el Museo Postal y preservar y presentar el patrimonio cultural de las operaciones postales finlandesas y las formas de información y tráfico de mercancías que surgieron a partir de él. La Fundación del Museo Postal es responsable de los servicios de almacenamiento, presentación e información relacionados con la historia empresarial de Posti Group Oyj a través de un contrato de servicios.